# Herrvik
Herrvik är ett fiskeläge och en fritidsbåtshamn på Östergarnslandet på Gotland, cirka 5 kilometer öster om Katthammarsvik.
Ovanför den moderna djuphamnskajen ligger strandbodar resta mellan 1700 och 2000.
Namnet var förut Herrevik eller Junkershamn  efter det fiske som här bedrevs av herremän från samhällena.
Under 1890-talets glansperiod för laxfiske införskaffade flera av Herrviksfiskarna laxkuttrar i Blekinge, vilka då ännu låg oskyddade i hamnen. En modern hamn med vågbrytare uppfördes 1925-1929. Den moderniserades därefter flera gånger, 1983-1984 byggdes hamnen om och försågs med djuphamn och en fritidsbåtshamn. 1960 fanns här 24 båtar för djuphavsfiske med 40 heltidsverksamma och 8 deltidsverksamma fiskare. På 1980-talet fanns ännu omkring 30 verksamma fiskare kvar i hamnen och den var Gotlands största.
Åren 1885-1928 fanns en lotsplats i Herrvik. Då lotshuset uppfördes först 1886 bodde lotsarna första året i däckshuset från den strandade norska briggen Catarina.
Öster om Herrvik ligger Kuppen, en kalkstensklint vars klipphällar sluttar långt mot havet i öster. Här finns också ett restaurerat sjömärke i kalksten. Grogarnsberget dominerar kuststräckan mellan Herrvik och Katthammarsvik. På norra delen ligger bergets högsta punkt, 32 meter över havet. Där ligger fornborgen Grogarnsberget.
Strax väster om Herrvik ligger det lilla naturreservatet Hässle backe.

## Herrviks sjöräddningsstation
År 1860 inrättades Faluddens livräddningsstation med en livräddningsbåt med plats för sex roddare, styrman och befälhavare. Mellan 1880 och 1920 räddades 200 personer från livräddningstationen.
Lotsverket fick medel beviljat av 1943 års riksdag att inköpa en motorräddningsbåt samt anlägga båthus och slip i Herrvik för att ersätta livräddningsstationen med roddräddningsbåt i Falviken.
Den tidigare norska räddningskryssaren Astrid Finne tjänstgjorde under namnet Östergarn på Herrviks räddningsstation till 1987.

## Bildgalleri

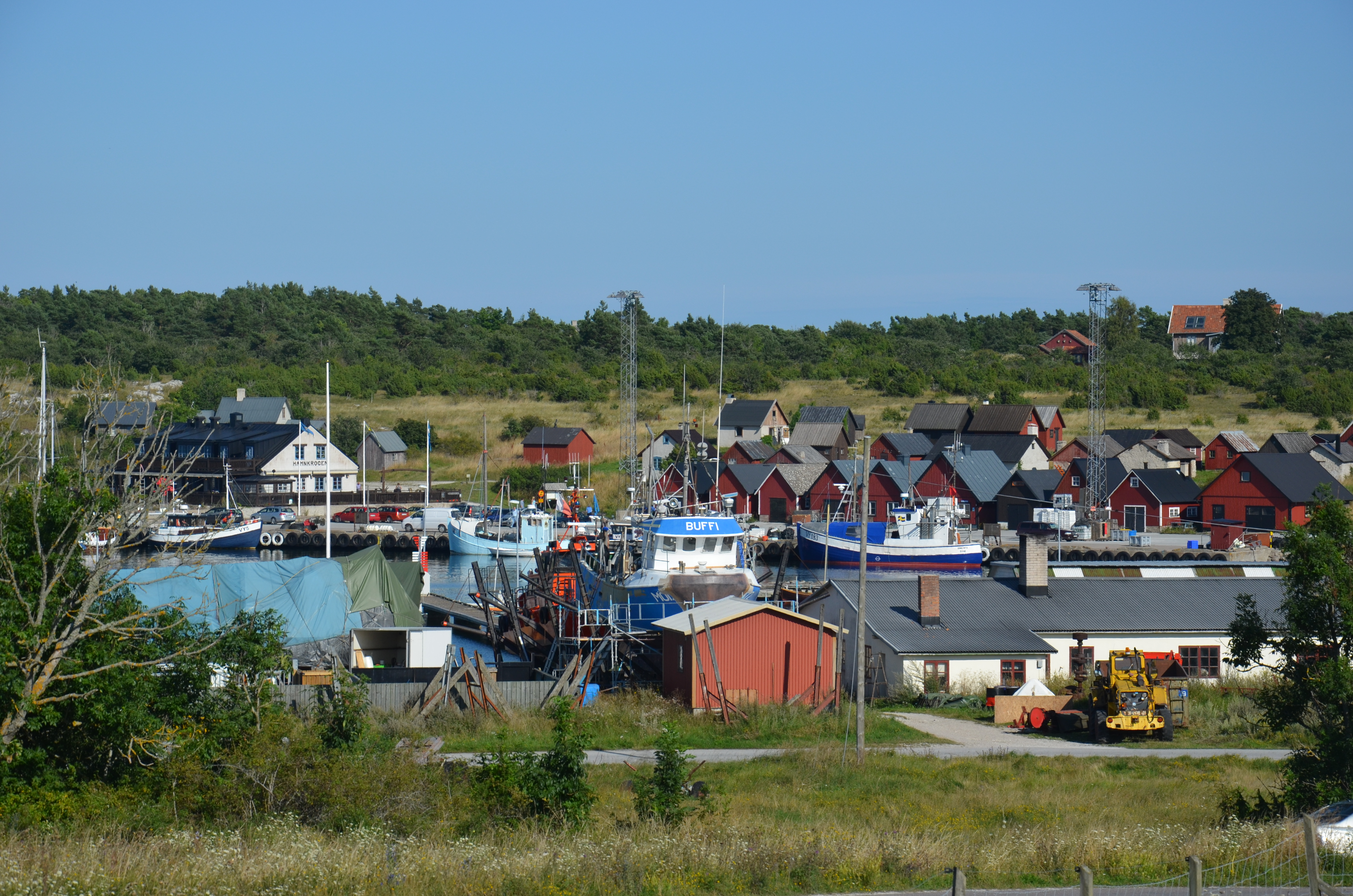
Herrvik från väster
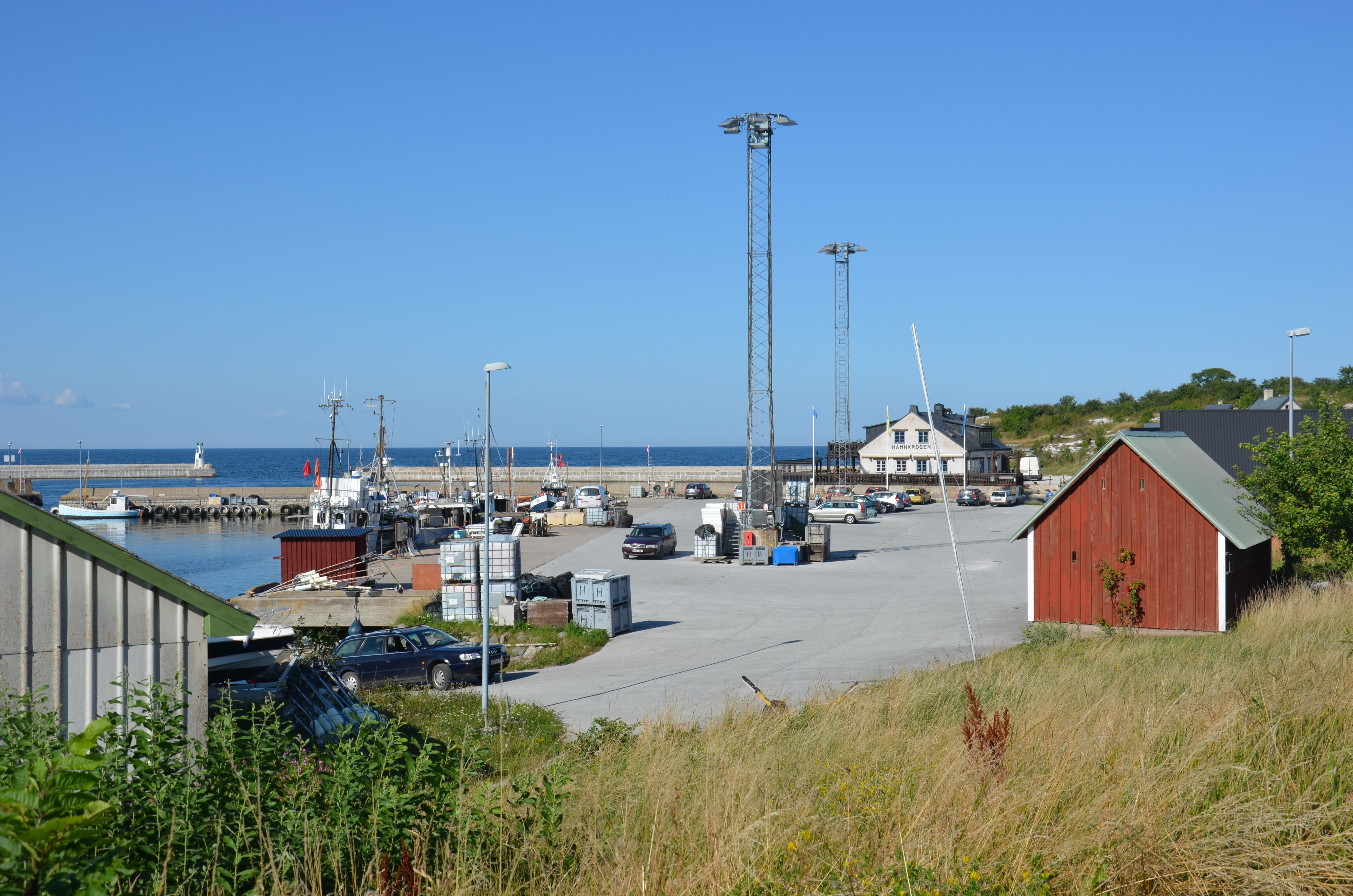
Hamnplanen
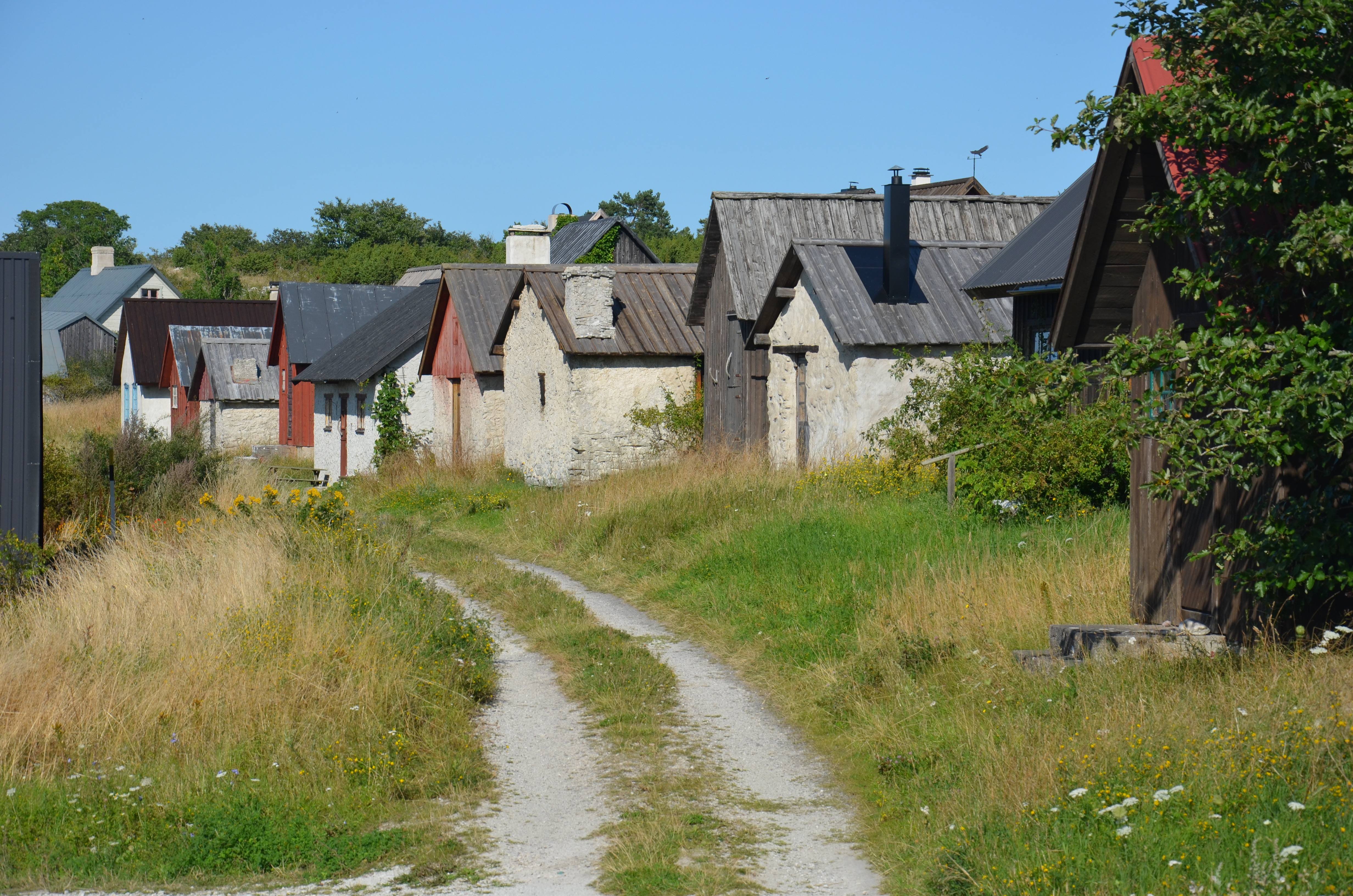
Fiskebodar
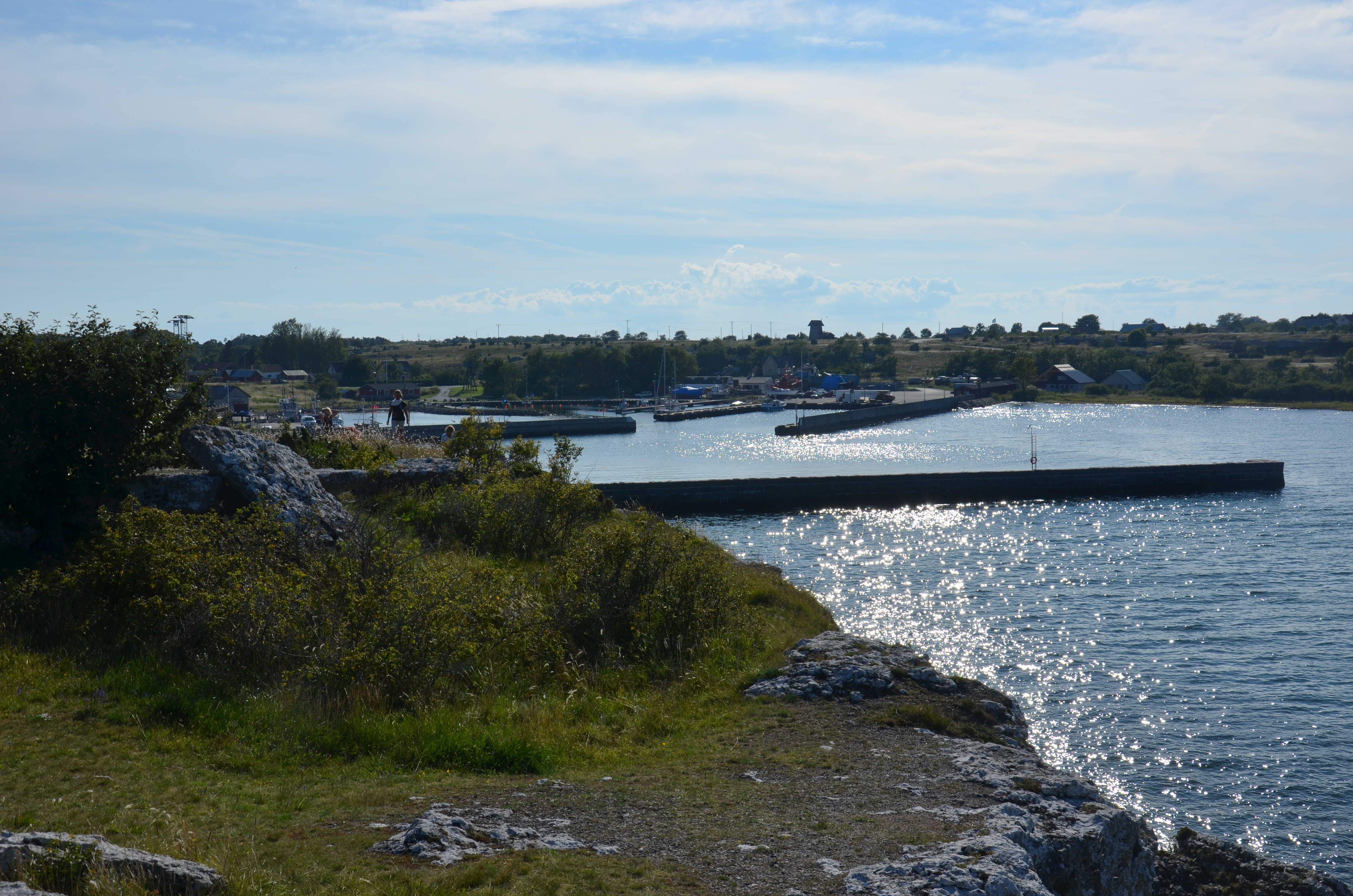
Herrvik från nordost
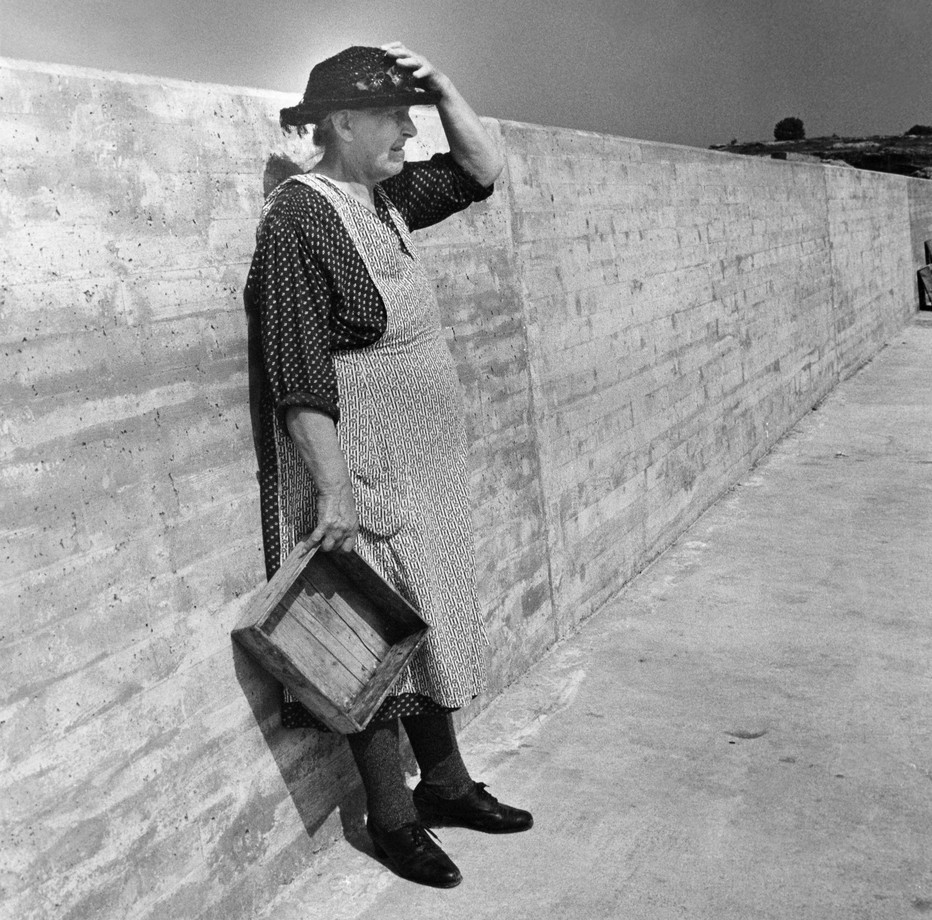
Äldre kvinna i Herrviks fiskehamn, sent 1950-tal.